# FBI (franšiza)
FBI franšiza američka je medijska franšiza sastavljena od tri televizijske serije koje se trenutno prikazuju na CBS-u, u Hrvatskoj premijerno na Fox Crime-u. 
Franšiza je počela premijerom FBI-a 2018. godine, a od tada je proširena spinoffovima FBI: Najtraženiji i FBI: International. Dick Wolf je stvorio FBI s Craigom Turkom a FBI: International s Derekom Haasom, dok je FBI: Najtraženiji stvorio René Balcer. Sve tri serije producira Wolf Entertainment studio i bave se različitim aspektima Saveznog istražnog ureda (FBI).
Više likova pojavilo se u više serija franšize kroz povremene naizmjenične pojave, a franšiza je imala i dva crossovera. Franšiza je također povezana s Chicago franšizom čije serije se prikazuju na NBC-u.
Sve tri serije ukupno imaju 216 epizoda u 11 sezona.

## Televizijske serije

### FBI
Serija se usredotočuje na unutarnje djelovanje FBI-jevog ureda u New Yorku, koji koristi sve nevjerojatne sposobnosti, intelekt i tehnologiju Bureaua za rješavanje federalno motiviranih zločina.

### FBI: Najtraženiji
Serija se usredotočuje na rad odjela FBI-a pod nazivom Most Wanted koji ima zadatak pronaći i uhvatiti najozloglašenije kriminalce na popisu najtraženijih u sekciji.

### FBI: International
Serija prati elitne agente FBI-jevog Međunarodnog letećeg tima "Fly Team" sa sjedištem u Budimpešti, čija je zadaća locirati i neutralizirati prijetnje Amerikancima, gdje god se nalazili.

## Pregled serija
| Serija             | Sezona | Sezona                     | Epizoda                    | SAD prikazivanje (CBS) | SAD prikazivanje (CBS) | Hrvatsko prikazivanje (Fox Crime) | Hrvatsko prikazivanje (Fox Crime) |
| Serija             | Sezona | Sezona                     | Epizoda                    | Premijera              | Finale                 | Premijera                         | Finale                            |
| ------------------ | ------ | -------------------------- | -------------------------- | ---------------------- | ---------------------- | --------------------------------- | --------------------------------- |
| FBI                |        | 1.                         | 22                         | 25. rujna 2018.        | 14. svibnja 2019.      | 21. veljače 2019.                 | 18. srpnja 2019.                  |
| FBI                |        | 2.                         | 19                         | 24. rujna 2019.        | 31. ožujka 2020.       | 7. siječnja 2020.                 | 12. svibnja 2020.                 |
| FBI                |        | 3.                         | 15                         | 17. studenoga 2020.    | 25. svibnja 2021.      | 9. veljače 2021.                  | 15. lipnja 2021.                  |
| FBI                |        | 4.                         | 21                         | 21. rujna 2021.        | 17. svibnja 2022.      | 15. ožujka 2022.                  | 2. kolovoza 2022.                 |
| FBI                |        | 5.                         | 22                         | 20. rujna 2022.        | 23. svibnja 2023.      | 27. veljače 2023.                 | 24. srpnja 2023.                  |
| FBI                |        | 6.                         | 13                         | 13. veljače 2024.      | 21. svibnja 2024.      | 29. travnja 2024.                 | 22. srpnja 2024.                  |
| FBI                |        | 7.                         | 22                         | 15. listopada 2024.    | 20. svibnja 2024.      | 2. srpnja 2025.                   | 1. kolovoza 2025.                 |
|                    |        |                            |                            |                        |                        |                                   |                                   |
| FBI: Najtraženiji  |        | Backdoor pilot (FBI S1E18) | Backdoor pilot (FBI S1E18) | 2. travnja 2019.       | 2. travnja 2019.       | 20. lipnja 2019.                  | 20. lipnja 2019.                  |
| FBI: Najtraženiji  |        | 1.                         | 14                         | 7. siječnja 2020.      | 5. svibnja 2020.       | 18. svibnja 2020.                 | 17. kolovoza 2020.                |
| FBI: Najtraženiji  |        | 2.                         | 15                         | 17. studenoga 2020.    | 25. svibnja 2021.      | 2. veljače 2021.                  | 14. lipnja 2021.                  |
| FBI: Najtraženiji  |        | 3.                         | 22                         | 21. rujna 2021.        | 24. svibnja 2022.      | 21. ožujka 2022.                  | 15. kolovoza 2021.                |
| FBI: Najtraženiji  |        | 4.                         | 22                         | 20. rujna 2022.        | 23. svibnja 2023.      | 14. veljače 2023.                 | 11. srpnja 2023.                  |
| FBI: Najtraženiji  |        | 5.                         | 13                         | 13. veljače 2024.      | 21. svibnja 2024.      | 28. svibnja 2024.                 | 20. kolovoza 2024.                |
| FBI: Najtraženiji  |        | 6.                         | 22                         | 15. listopada 2024.    | 20. svibnja 2025.      | 16. lipnja 2025.                  | 22. srpnja 2025.                  |
|                    |        |                            |                            |                        |                        |                                   |                                   |
| FBI: International |        | 1.                         | 21                         | 21. rujna 2021.        | 24. svibnja 2022.      | 5. rujna 2022.                    | 23. siječnja 2023.                |
| FBI: International |        | 2.                         | 22                         | 20. rujna 2022.        | 23. svibnja 2023.      | 10. listopada 2023.               | 8. studenoga 2023.                |
| FBI: International |        | 3.                         | 13                         | 13. veljače 2024.      | 21. svibnja 2024.      | 30. listopada 2024.               | 28. studenoga 2024.               |
| FBI: International |        | 4.                         | 22                         | 15. listopada 2024.    | 20. svibnja 2025.      | 23. srpnja 2025.                  | 26. kolovoza 2025.                |

## Glumačka postava
| Serija             | Lik                      | Pozicija                                     | Glumac               | Trajanje      | Pojavljivanja | Pojavljivanja | Pojavljivanja |
| Serija             | Lik                      | Pozicija                                     | Glumac               | Trajanje      | FBI           | Najtraženiji  | International |
| ------------------ | ------------------------ | -------------------------------------------- | -------------------- | ------------- | ------------- | ------------- | ------------- |
| FBI                | Maggie Bell              | FBI Special Agent                            | Missy Peregrym       | 2018. – danas | Glavna        | Gost          | Gost          |
| FBI                | OA Zidan                 | FBI Special Agent                            | Zeeko Zaki           | 2018. – danas | Glavna        | Gost          | Gost          |
| FBI                | Jubal Valentine          | FBI Assistant Special Agent-In-Charge (ASAC) | Jeremy Sisto         | 2018. – danas | Glavna        | GostGost      | Sporedna      |
| FBI                | Kristen Chazal           | FBI Special Agent (formerly Analyst)         | Ebonée Noel          | 2018. – 2020. | Glavna        | GostGost      |               |
| FBI                | Dana Mosier              | FBI Special Agent in Charge                  | Sela Ward            | 2018. – 2019. | Glavna        |               |               |
| FBI                | Isobel Castille          | FBI Special Agent in Charge                  | Alana de la Garza    | 2019. – danas | Glavna        | Sporedni      | Gost          |
| FBI                | Stuart Scola             | FBI Special Agent                            | John Boyd            | 2019. – danas | Glavna        | Gost          | Gost          |
| FBI                | Tiffany Wallace          | FBI Special Agent                            | Katherine Renee Kane | 2020. – danas | Glavna        | Gost          |               |
| FBI                |                          |                                              |                      |               |               |               |               |
| FBI: Najtraženiji  | Jess LaCroix             | FBI Supervisory Special Agent                | Julian McMahon       | 2019. – 2022. | Gost          | Glavna        | Gost          |
| FBI: Najtraženiji  | Kenny Crosby             | FBI Special Agent                            | Kellan Lutz          | 2019. – 2021. | Gost          | Glavna        | Gost          |
| FBI: Najtraženiji  | Sheryll Barnes           | FBI Special Agent                            | Roxy Sternberg       | 2019. – danas | Gost          | Glavna        |               |
| FBI: Najtraženiji  | Hana Gibson              | FBI Special Agent/Intelligence Analyst       | Keisha Castle-Hughes | 2019. – danas | Gost          | Glavna        |               |
| FBI: Najtraženiji  | Clinton Skye             | FBI Special Agent                            | Nathaniel Arcand     | 2019. – 2020. | Gost          | Glavna        |               |
| FBI: Najtraženiji  | Tali Skye LaCroix        |                                              | YaYa Gosselin        | 2019. – 2022. | Gost          | Glavna        |               |
| FBI: Najtraženiji  | Ivan Ortiz               | FBI Special Agent                            | Miguel Gomez         | 2021. – 2022. |               | Glavna        |               |
| FBI: Najtraženiji  | Kristin Gaines           | FBI Special Agent                            | Alexa Davalos        | 2021. – danas |               | Glavna        |               |
| FBI: Najtraženiji  | Remy Scott               | FBI Supervisory Special Agent                | Dylan McDermott      | 2022. – danas | Gost          | Glavna        |               |
| FBI: Najtraženiji  | Ray Cannon               | FBI Special Agent                            | Edwin Hodge          | 2022. – danas |               | Glavna        |               |
| FBI: Najtraženiji  |                          |                                              |                      |               |               |               |               |
| FBI: International | Scott Forrester          | FBI Supervisory Special Agent                | Luke Kleintank       | 2021. – danas | Gost          | Gost          | Glavna        |
| FBI: International | Jamie Kellett            | FBI Special Agent                            | Heida Reed           | 2021. – danas | Gost          |               | Glavna        |
| FBI: International | Andre Raines             | FBI Special Agent                            | Carter Redwood       | 2021. – danas | Gost          |               | Glavna        |
| FBI: International | Cameron Vo               | FBI Special Agent                            | Vinessa Vidotto      | 2021. – danas | Gost          |               | Glavna        |
| FBI: International | Katrin Jaeger            | Europol Agent                                | Christiane Paul      | 2021. – 2022. |               |               | Glavna        |
| FBI: International | Megan "Smitty" Garretson | Europol Agent                                | Eva-Jane Willis      | 2022. – danas |               |               | Glavna        |
| FBI: International |                          |                                              |                      |               |               |               |               |

## Crossoveri
| Crossover između   | Crossover između  | Crossover između                                 | Epizoda/e | Vrsta                | Glumci | Datum prikazivanja |
| Serija A           | Serija B          | Serija C                                         | Epizoda/e | Vrsta                | Glumci | Datum prikazivanja |
| ------------------ | ----------------- | ------------------------------------------------ | --- | -------------------- | --- | ------------------ |
| FBI                | FBI: Najtraženiji |                                                  | "Most Wanted" (FBI s1 e18) | Backdoor pilot       | Pojavljivanja u Seriji A: Julian McMahon, Keisha Castle-Hughes, Kellan Lutz, Roxy Sternberg, Nathaniel Arcand, Yaya Gosselin | 2. travnja 2019.   |
| FBI: Najtraženiji  | FBI               |                                                  | "Dopesick" (FBI: Most Wanted 1.01) | Gostovanje           | Pojavljivanja u Seriji A: Alana de la Garza | 7. siječnja 2020.  |
| FBI: Najtraženiji  | FBI               | "Caesar" (FBI: Most Wanted 1.04)                 | 28. siječnja 2020. | Gostovanje           | Pojavljivanja u Seriji A: Alana de la Garza |                    |
| FBI                | FBI: Najtraženiji |                                                  | "American Dreams" (FBI 2.18) | Two-part crossover   | Pojavljivanja u Seriji A: Julian McMahon, Keisha Castle-Hughes, Kellan Lutz, Roxy Sternberg, Yaya GosselinPojavljivanja u Seriji B: Zeeko Zaki, Ebonée Noel, John Boyd, Alana de la Garza, Jeremy Sisto | 24. ožujka 2020.   |
| FBI                | FBI: Najtraženiji | "Reveille" (FBI: Most Wanted 1.09)               | | Two-part crossover   | Pojavljivanja u Seriji A: Julian McMahon, Keisha Castle-Hughes, Kellan Lutz, Roxy Sternberg, Yaya GosselinPojavljivanja u Seriji B: Zeeko Zaki, Ebonée Noel, John Boyd, Alana de la Garza, Jeremy Sisto | 24. ožujka 2020.   |
| FBI                | Čikaška policija  |                                                  | "Emotional Rescue" (FBI 2.19) | Gostovanje           | Pojavljivanja u Seriji A: Tracy Spiridakos | 31. ožujka 2020.   |
| FBI: Najtraženiji  | FBI               |                                                  | "Deconflict" (FBI: Most Wanted 2.03) | Gostovanje           | Pojavljivanja u Seriji A: Alana de la Garza | 8. prosinca 2020.  |
| FBI: Najtraženiji  | FBI               | "Criminal Justice" (FBI: Most Wanted 2.12)       | 4. svibnja 2021. | Gostovanje           | Pojavljivanja u Seriji A: Alana de la Garza |                    |
| FBI                | FBI: Najtraženiji | FBI: International                               | "All That Glitters" (FBI 4.01) "Exposed" (FBI: Most Wanted 3.01) "Pilot" (FBI: International 1.01)                                                    | Three-part crossover | Pojavljivanja u Seriji A: Julian McMahon, Kellan Lutz Pojavljivanja u Seriji B: Missy Peregrym, Zeeko Zaki, Alana de la Garza Pojavljivanja u Seriji C: Missy Peregrym, Zeeko Zaki, Jeremy Sisto, Alana de la Garza, James Chen, Taylor Anthony Miller, Julian McMahon, Kellan Lutz | 21. rujna 2021.    |
| FBI: International | FBI               |                                                  | "The Edge" (FBI: International 1.02) | Gostovnje            | Pojavljivanja u Seriji A: Jeremy Sisto | 28. rujna 2021.    |
| FBI: International | FBI               | "Secrets as Weapons" (FBI: International 1.03)   | Pojavljivanja u Seriji A: Alana de la Garza | Gostovnje            | 5. listopada 2021. |                    |
| FBI: International | FBI: Najtraženiji | "Trying to Grab Smoke" (FBI: International 1.07) | Pojavljivanja u Seriji A: Julian McMahon | Gostovnje            | 16. studenoga 2021. |                    |
| FBI: Najtraženiji  | FBI               | "Gladiator" (FBI: Most Wanted 3.07)              | Pojavljivanja u Seriji A: Alana de la Garza | Gostovnje            | 16. studenoga 2021. |                    |
| FBI: International | FBI               | "Chew Toy" (FBI: International 1.11)             | Pojavljivanja u Seriji A: Jeremy Sisto | Gostovnje            | 1. veljače 2022. |                    |
| FBI: Najtraženiji  | FBI               | "Incel" (FBI: Most Wanted 3.15)                  | Pojavljivanja u Seriji A: Alana de la Garza | Gostovnje            | 22. ožujka 2022. |                    |
| FBI: Najtraženiji  | FBI               | "Decriminalized" (FBI: Most Wanted 3.16)         | Pojavljivanja u Seriji A: Alana de la Garza | Gostovnje            | 29. ožujka 2022. |                    |
| FBI: Najtraženiji  | FBI               | "Crypto Wars" (FBI: Most Wanted 4.11)            | Pojavljivanja u Seriji A: Alana de la Garza | Gostovnje            | 24. siječnja 2023. |                    |
| FBI: International | FBI               | FBI:Najtraženiji                                 | "Imminent Threat - Part One" (FBI: International 2.16) "Imminent Threat - Part Two" (FBI 5.17) "Imminent Threat - Part Three" (FBI: Most Wanted 4.16) | Three-partcrossover  | Pojavljivanja u Seriji A: Jeremy Sisto, Shantel VanSanten, Alana De La Garza, John Boyd Pojavljivanja u Seriji B: Dylan McDermott, Luke Kleintank, Heida Reed, Carter Redwood, Vinessa Vidotto, Roxy Sternberg, Keisha Castle-Hughes Pojavljivanja u Seriji C: Luke Kleintank, Missy Peregrym, Zeeko Zaki, Jeremy Sisto, Alana De La Garza, John Boyd, Katherine Renee Kane, Shantel VanSanten | 4. travnja 2023.   |

## Vanjske poveznice
- FBI - CBS službena stranica
- FBI - Wolf Entertainment stranica
- FBI - Fox Crime Hrvatska  Arhivirana inačica izvorne stranice od 12. svibnja 2023. (Wayback Machine)
- FBI: Most Wanted - CBS službena stranica
- FBI: Most Wanted - Wolf Entertainment stranica
- FBI: Najtraženiji - Fox Crime Hrvatska  Arhivirana inačica izvorne stranice od 12. svibnja 2023. (Wayback Machine)
- FBI: International - CBS službena stranica
- FBI: International - Wolf Entertainment stranica
- FBI: International - Fox Crime Hrvatska  Arhivirana inačica izvorne stranice od 12. svibnja 2023. (Wayback Machine)